# Point of Entry
Point of Entry је седми студијски албум хеви метал бенда Џудас прист, објављен 26. фебруара 1981. године.